# Héctor Barberá
Pour les articles homonymes, voir Barberá.
Héctor Barberá, né le 2 novembre 1986 à Dos Aguas en Espagne, est un pilote de vitesse moto espagnol qui a évolué en Moto2 durant la saison 2018. Il a couru en MotoGP de 2010 à 2017.

## Biographie
Il débute en Championnat du monde lors de la saison 2002 dans l'équipe Aspar avec Pablo Nieto comme coéquipier.
Il remporte sa première course lors du GP de Donington. Il termine 3e puis 2e du championnat en 2003 et 2004.
En 2005, il arrive en 250 cm³ dans l'équipe Honda Fortuna avec Jorge Lorenzo comme coéquipier. Il termine la saison à la 9e place.
Pour 2006, il continue dans la même équipe sur une Aprilia et termine la saison à la 7e place finale malgré sa première victoire dans la catégorie.
En 2007, il trouve refuge dans l'équipe hongroise Toth, sur une Aprilia officielle tout comme en 2008, où se battant pour le championnat il manque les 4 dernières manches du championnat après une grave blessure lors du GP d'Indianapolis.
Pour 2009, Héctor Barberá commence la saison par une victoire au Qatar devant Jules Cluzel et Mike Di Meglio sur une course ne comportant que 13 tours à cause des conditions météorologiques.
Les GP suivants sont décevants avec notamment plusieurs abandons ou courses terminées derrière ses rivaux principaux jusqu'au GP de Saint Marin où Barbera remporte la victoire. Elle est suivie par trois podiums puis une dernière victoire lors du dernier GP 250 cm³ de l'histoire avant que la catégorie ne devienne Moto2.
Grâce à ces dernières courses, Hector termine la saison à la seconde place derrière Hiroshi Aoyama.
Pour la saison 2010, Hector Barbera arrive en MotoGP dans la nouvelle équipe Aspar sur une Ducati retrouvant ainsi le patron l'ayant fait débuter en Mondial 125 cm³.
En 2018, il rejoint l'écurie Pons en catégorie Moto2, mais son contrat est résilié en juin pour un contrôle en état d'ébriété.

## Statistiques

### Par année
(Mise à jour après le  Grand Prix moto du Qatar 2017)
| Sais  | Cat.    | Moto    | Course | Vict | Pod | Pole | M.tour | Pts  | Class | Titre |
| ----- | ------- | ------- | ------ | ---- | --- | ---- | ------ | ---- | ----- | ----- |
| 2002  | 125 cm³ | Aprilia | 15     | -    | -   | -    | -      | 50   | 14e   | -     |
| 2003  | 125 cm³ | Aprilia | 16     | 2    | 5   | -    | 2      | 164  | 3e    | -     |
| 2004  | 125 cm³ | Aprilia | 16     | 4    | 7   | 1    | 4      | 202  | 2e    | -     |
| 2005  | 250 cm³ | Honda   | 15     | -    | -   | -    | -      | 120  | 9e    | -     |
| 2006  | 250 cm³ | Aprilia | 16     | 1    | 3   | 2    | 1      | 152  | 7e    | -     |
| 2007  | 250 cm³ | Aprilia | 17     | -    | 5   | -    | 1      | 177  | 5e    | -     |
| 2008  | 250 cm³ | Aprilia | 17     | -    | 4   | 2    | 1      | 142  | 6e    | -     |
| 2009  | 250 cm³ | Aprilia | 16     | 3    | 8   | 4    | 1      | 239  | 2e    | -     |
| 2010  | MotoGP  | Ducati  | 18     | -    | -   | -    | -      | 90   | 12e   | -     |
| 2011  | MotoGP  | Ducati  | 16     | -    | -   | -    | -      | 82   | 11e   | -     |
| 2012  | MotoGP  | Ducati  | 15     | -    | -   | -    | -      | 83   | 11e   | -     |
| 2013  | MotoGP  | FTR     | 18     | -    | -   | -    | -      | 35   | 16e   | -     |
| 2014  | MotoGP  | Avintia | 18     | -    | -   | -    | -      | 26   | 18e   | -     |
| 2014  | MotoGP  | Ducati  | 18     | -    | -   | -    | -      | 26   | 18e   | -     |
| 2015  | MotoGP  | Ducati  | 18     | -    | -   | -    | -      | 33   | 15e   | -     |
| 2016  | MotoGP  | Ducati  | 18     | -    | -   | -    | -      | 102  | 10e   | -     |
| 2017  | MotoGP  | Ducati  | 1      |      |     |      |        | 3    | 13e   |       |
| Total |         |         | 250    | 10   | 32  | 9    | 10     | 1700 |       |       |

### Par catégorie
(Mise à jour après le  Grand Prix moto du Qatar 2017)
| Catégorie | Année     | 1er GP   | 1er Podium | 1re Victoire | Courses | Victoires | Podiums | Pole | M.tours | Points | Titres |
| --------- | --------- | -------- | ---------- | ------------ | ------- | --------- | ------- | ---- | ------- | ------ | ------ |
| 125 cm3   | 2002-2004 | JPN 2002 | NED 2003   | GBR 2003     | 47      | 6         | 12      | 1    | 6       | 416    | 0      |
| 250 cm3   | 2005-2009 | ESP 2005 | TUR 2006   | CHN 2006     | 75      | 4         | 20      | 8    | 4       | 830    | 0      |
| MotoGP    | 2010 -    | QAT 2010 |            |              | 122     | 0         | 0       | 0    | 0       | 454    | 0      |
| Total     | 2002 -    |          |            |              | 250     | 10        | 32      | 9    | 10      | 1700   | 0      |

### Résultats détaillés
| Année | Cat.    | Moto    | 1       | 2       | 3       | 4      | 5       | 6       | 7      | 8       | 9       | 10      | 11      | 12      | 13      | 14      | 15      | 16      | 17     | 18      | Classement | Points |
| ----- | ------- | ------- | ------- | ------- | ------- | ------ | ------- | ------- | ------ | ------- | ------- | ------- | ------- | ------- | ------- | ------- | ------- | ------- | ------ | ------- | ---------- | ------ |
| 2002  | 125 cm3 | Aprilia | JPN 16  | RSA     | SPA 12  | FRA 15 | ITA Ab. | CAT 18  | NED 20 | GBR Ab. | GER 21  | CZE 4   | POR Ab. | RIO 15  | PAC 5   | MAL 8   | AUS 14  | VAL 6   |        |         | 14e        | 50     |
| 2003  | 125 cm3 | Aprilia | JPN Ab. | RSA 13  | SPA 7   | FRA 11 | ITA 9   | CAT Ab. | NED 3  | GBR 1   | GER 14  | CZE 5   | POR 2   | RIO 9   | PAC 1   | MAL 8   | AUS 6   | VAL 3   |        |         | 3e         | 164    |
| 2004  | 125 cm3 | Aprilia | RSA 10  | SPA 3   | FRA 5   | ITA 3  | CAT 1   | NED 6   | RIO 1  | GER 2   | GBR Ab. | CZE 7   | POR 1   | JPN Ab. | QAT 12  | MAL Ab. | AUS 6   | VAL 1   |        |         | 2e         | 202    |
| 2005  | 250 cm3 | Honda   | SPA 5   | POR 11  | CHN 7   | FRA 7  | ITA 6   | CAT 16  | NED 9  | GBR Ab. | GER 8   | CZE Ab. | JPN 8   | MAL 6   | QAT 7   | AUS 4   | TUR 6   | VAL 5   |        |         | 9e         | 120    |
| 2006  | 250 cm3 | Aprilia | SPA 5   | QAT 4   | TUR 2   | CHN 1  | FRA 7   | ITA Ab. | CAT    | NED     | GBR 5   | GER 5   | CZE 5   | MAL Ab. | AUS 6   | JPN 7   | POR 10  | VAL 3   |        |         | 7e         | 152    |
| 2007  | 250 cm3 | Aprilia | QAT 3   | SPA Ab. | TUR 8   | CHN 6  | FRA 4   | ITA 3   | CAT 8  | GBR Ab. | NED 7   | GER 6   | CZE 4   | RSM 3   | POR 5   | JPN 3   | AUS Ab. | MAL 2   | VAL 5  |         | 5e         | 177    |
| 2008  | 250 cm3 | Aprilia | QAT 2   | ESP 5   | POR 8   | CHN 6  | FRA 12  | ITA Ab. | CAT 3  | GBR 4   | P-B 5   | ALL 2   | RTC 5   | RSM 3   | INP C   | JPN DNS | AUS     | MAL     | VAL    |         | 6e         | 142    |
| 2009  | 250 cm3 | Aprilia | QAT 1   | JPN 11  | SPA 4   | FRA 11 | ITA 5   | CAT 3   | NED 2  | GER 5   | GBR 8   | CZE 7   | IND 6   | RSM 1   | POR 3   | AUS 2   | MAL 2   | VAL 1   |        |         | 2e         | 239    |
| 2010  | Motogp  | Ducati  | QAT 12  | SPA 13  | FRA 8   | ITA 12 | GBR 11  | NED 12  | CAT 10 | GER 9   | USA Ab. | CZE 9   | IND 10  | RSM 9   | ARA 11  | JPN 13  | MAL 11  | AUS 14  | POR 10 | VAL 8   | 12e        | 90     |
| 2011  | Motogp  | Ducati  | QAT 12  | SPA 6   | POR Ab. | FRA 9  | CAT 11  | GBR 11  | NED 12 | ITA 7   | GER 11  | USA 9   | CZE 10  | IND Ab. | RSM 9   | ARA 8   | JPN Ab. | AUS     | MAL C  | VAL 11  | 11e        | 82     |
| 2012  | Motogp  | Ducati  | QAT 9   | SPA 10  | POR 10  | FRA 9  | CAT 11  | GBR 10  | NED 7  | GER 9   | ITA 9   | USA     | IND WD  | CZE     | RSM Ab. | ARA 12  | JPN 10  | MAL 7   | AUS 12 | VAL Ab. | 11e        | 83     |
| 2013  | Motogp  | FTP     | QAT 13  | AME 18  | ESP 12  | FRA 18 | ITA 10  | CAT Ab. | P-B 20 | ALL 11  | USA 10  | IND 16  | RTC Ab. | GBR 13  | RSM Ab. | ARA Ab. | MAL 14  | AUS 14  | JPN 16 | VAL 12  | 16e        | 35     |
| 2014  | Motogp  | Avintia | QAT Ab. | AME 15  | ARG 16  | SPA 15 | FRA Ab. | ITA Ab. | CAT 19 | NED 18  | GER 18  | IND Ab. | CZE 17  | GBR 19  | RSM 19  |         |         |         |        |         | 18e        | 26     |
| 2014  | Motogp  | Ducati  |         |         |         |        |         |         |        |         |         |         |         |         |         | ARA 19  | JPN 15  | AUS 5   | MAL 9  | VAL 11  | 18e        | 26     |
| 2015  | Motogp  | Ducati  | QAT 15  | AME 12  | ARG 13  | ESP 14 | FRA 13  | ITA 13  | CAT 16 | NED Ab. | GER 13  | IND 15  | CZE 16  | GBR 13  | RSM 18  | ARA 16  | JPN 9   | AUS 16  | MAL 13 | VAL 16  | 15e        | 33     |
| 2016  | MotoGP  | Ducati  | QAT 9   | ARG 5   | AME 9   | SPA 10 | FRA 8   | ITA 12  | CAT 11 | NED 6   | GER 9   | AUT DSQ | CZE 5   | GBR 14  | RSM 13  | ARA 13  | JPN 17  | AUS Ab. | MAL 4  | VAL 11  | 10e        | 102    |
| 2017  | MotoGP  | Ducati  | QAT 13  | ARG     | AME     | SPA    | FRA     | ITA     | CAT    | NED     | GER     | CZE     | AUT     | GBR     | RSM     | ARA     | JPN     | AUS     | MAL    | VAL     | 13e        | 3      |

| Couleur | Résultat                     |
| ------- | ---------------------------- |
| Or      | Vainqueur                    |
| Argent  | 2e place                     |
| Bronze  | 3e place                     |
| Vert    | Terminé, dans les points     |
| Bleu    | Terminé, pas dans les points |
| Violet  | Abandon (Ab.) ou (Ret)       |
| Violet  | Non classé (NC)              |
| Rouge   | Pas qualifié (DNQ)           |
| Noir    | Disqualifié (DSQ)            |
| Blanc   | Pas au départ (DNS)          |
| Blanc   | Forfait (WD)                 |
| Blanc   | N'a pas participé (DNP)      |
| Blanc   | Blessé (INJ)                 |
| Blanc   | Exclu (EX)                   |
| Blanc   | Course annulée (C)           |

Système d’attribution des points
| Position | 1er | 2e | 3e | 4e | 5e | 6e | 7e | 8e | 9e | 10e | 11e | 12e | 13e | 14e | 15e |
| Points   | 25  | 20 | 16 | 13 | 11 | 10 | 9  | 8  | 7  | 6   | 5   | 4   | 3   | 2   | 1   |

## Palmarès

### Victoires en 125 cm³
| Année | Lieu du Grand Prix                           | Circuit                               | Ville            |
| ----- | -------------------------------------------- | ------------------------------------- | ---------------- |
| 2003  | Grand Prix moto de Grande-Bretagne           | Donington Park                        | Castle Donington |
| 2003  | Grand Prix moto du Pacifique                 | Twin Ring Motegi                      | Motegi           |
| 2004  | Grand Prix moto de Catalogne                 | Circuit de Catalogne                  | Barcelone        |
| 2004  | Grand Prix moto de Rio de Janeiro            | Autódromo Internacional Nelson Piquet | Rio de Janeiro   |
| 2004  | Grand Prix moto du Portugal                  | Circuit d'Estoril                     | Estoril          |
| 2004  | Grand Prix moto de la Communauté valencienne | Circuit de Valence                    | Valence          |

### Victoires en 250 cm³
| Année | Lieu du Grand Prix                           | Circuit                               | Ville            |
| ----- | -------------------------------------------- | ------------------------------------- | ---------------- |
| 2006  | Grand Prix moto de Chine                     | Circuit international de Shanghai     | Shanghai         |
| 2009  | Grand Prix moto du Qatar                     | Circuit international de Losail       | Doha             |
| 2009  | Grand Prix moto de Saint-Marin               | Misano World Circuit Marco Simoncelli | Misano Adriatico |
| 2009  | Grand Prix moto de la Communauté valencienne | Circuit de Valence                    | Valence          |